# 81-ша артилерійська дивізія (СРСР)
81-ша артилерійська дивізія (81 АртД, в/ч 25648) — з'єднання ракетних військ та артилерії Радянської армії, яке існувало від 1956 до 1992 року. Створена 16 червня 1956 року в місті Виноградів, Закарпатська область. 
Від січня 1992 року перейшла під юрисдикцію України.

## Історія
Створена 16 червня 1956 року в місті Виноградів, Закарпатська область.
У 1976 році створено 894-й протитанковий артилерійський полк.
У 1978: 2 полки з 152-мм МЛ-20, 2 полки з 130-мм М-46, 1 полк з БМ-21 та 1 полк з 100-мм T-12
У 1989 році 883-й гарматний артилерійський полк було згорнуто в 2994-ту базу зберігання майна.
У 1991 році:
- 983-й важкий гаубичний артилерійський полк було переформовано на 219-ту важку гаубичну артилерійську бригаду
- 889-й гвардійський реактивний артилерійський полк було переформовано на 520-ту гвардійську реактивну артилерійську бригаду.

Від січня 1992 року перейшла під юрисдикцію України.

## Структура
Протягом історії з'єднання його структура та склад неодноразово змінювались.

### 1975
- 983-й важкий гаубичний артилерійський полк (Хуст, Закарпатська область)
- 874-й гаубичний артилерійський полк (Виноградів, Закарпатська область)
- 301-й гарматний артилерійський полк (Виноградів, Закарпатська область)
- 883-й гарматний артилерійський полк (Хуст, Закарпатська область)
- 889-й гвардійський реактивний артилерійський полк (Солотвино, Закарпатська область)
- 000 розвідувальний артилерійський батальйон (Виноградів, Закарпатська область)

### 1980
- 983-й важкий гаубичний артилерійський полк (Хуст, Закарпатська область)
- 874-й гаубичний артилерійський полк (Виноградів, Закарпатська область)
- 301-й гарматний артилерійський полк (Виноградів, Закарпатська область)
- 883-й гарматний артилерійський полк (Хуст, Закарпатська область)
- 889-й гвардійський реактивний артилерійський полк (Солотвино, Закарпатська область)
- 894-й протитанковий артилерійський полк (Хуст, Закарпатська область)
- 000 розвідувальний артилерійський батальйон (Виноградів, Закарпатська область) - розгорнутий в полк у 1980 році

### 1988
- 983-й важкий гаубичний артилерійський полк (Хуст, Закарпатська область)
- 874-й гаубичний артилерійський полк (Виноградів, Закарпатська область)
- 301-й гарматний артилерійський полк (Виноградів, Закарпатська область)
- 883-й гарматний артилерійський полк (Хуст, Закарпатська область)
- 889-й гвардійський реактивний артилерійський полк (Солотвино, Закарпатська область)
- 894-й протитанковий артилерійський полк (Хуст, Закарпатська область)
- 0000 розвідувальний артилерійський полк (Виноградів, Закарпатська область)

## Оснащення
Оснащення на 19.11.90 (за умовами УЗЗСЄ):
- Штаб дивізії: 1 ПРП-3 та 1 Р-145БМ
- 874-й гаубичний артилерійський полк: без артилерії, 1 ПРП-4, 1 ПРП-3, 12 1В18, 4 1В19, 1 Р-145БМ та 60 МТ-ЛБТ - початково оснащений 122-мм Д-30
- 983-й важкий гаубичний артилерійський полк: 48 152мм Д-20, 1 ПРП-3, 3 1В18, 1 1В19 та 1 Р-145БМ
- 301-й гарматний артилерійський полк: 48 152мм 2А36 «Гіацинт-Б», 1 ПРП-3, 1 ПРП-4, 12 1В18, 4 1В19 та 1 Р-145БМ
- 889-й гвардійський реактивний артилерійський полк: 48 9П140 «Ураган», 1 ПРП-4, 6 1В18, 2 1В19 та 1 Р-145БМ
- 894-й протитанковий артилерійський полк: 72 100мм Т-12, 1 ПРП-3, 5 Р-145БМ та 84 МТ-ЛБТ (включаючи деякі з встановленими протитанковими ракетними комплексами)
- 2994-та база зберігання майна: 1 ПРП-3, 3 1В18, 3 1В19 та 1 Р-145БМ